# Abderrahmane Bouguermouh
 (février 2013).
Si vous disposez d'ouvrages ou d'articles de référence ou si vous connaissez des sites web de qualité traitant du thème abordé ici, merci de compléter l'article en donnant les références utiles à sa vérifiabilité et en les liant à la section « Notes et références ».
Abderrahmane Bouguermouh (en berbère :Ɛebderreḥman Bugarmuḥ), né  le 25 février 1936 à Ouzellaguen en Algérie et mort le 3 février 2013 à Alger, est un réalisateur algérien de cinéma.

## Biographie
Né d'un père instituteur et d'une mère, femme au foyer, il effectue dès l'âge de 9 ans ses études secondaires à Sétif où il assistera aux événements du 8 mai 1945.
En 1957, il rencontre celui qui deviendra l'un de ses proches amis, Mouloud Mammeri. En 1960, il entre à l'IDHEC (Institut des Hautes Études Cinématographiques) où il apprend le métier de réalisateur. Dans la foulée il réalise, à Cognacq Jay, des émissions pour la RTF.
En 1963, il rentre en Algérie pour cofonder le Centre national du cinéma algérien. En 1964, il en est exclu pour ses opinons politiques. Il adapte en 1965, un texte de Malek Haddad pour en faire un moyen métrage en langue berbère nommé « Comme une âme ». Cette œuvre est refusée par la commission de censure, qui dépendait alors du Ministère de la Culture, car le film n’était pas tourné en langue arabe. Après cette déconvenue, il retourne à Paris pour réadapter le film en langue française mais là aussi il essuie un échec puisque les bandes du film lui sont confisquées puis détruites.
Entre 1965 et 1968, il livre quelques documentaires et se rapproche de berbéristes tels que Mohand Saïd Hanouz, Marguerite Taos Amrouche, Mouloud Mammeri, Mouloud Batouche et Mohand Arab Bessaoud.
En 1973, il est l'assistant réalisateur de Mohammed Lakhdar-Hamina sur Chronique des années de braise

## Filmographie
- 1965 : Comme une âme (moyen métrage)
- 1967 : La Grive
- 1967 : Le souf (documentaire)
- 1967 : Ghardaïa (documentaire)
- 1968 : Jeux universitaires maghrébins (documentaire)
- 1968 : Le 8 mai 1945 (documentaire)
- 1968 : L'enfer à 10 ans
- 1978 : Les oiseaux de l'Eté (Téléfilm)
- 1980 : Noir et blanc (Téléfilm)
- 1980 : Regard de la main (Documentaire)
- 1987 : Cri de pierre
- 1996 : La Colline oubliée